# Leptolalax
A Leptolalax a kétéltűek (Amphibia) osztályába, a békák (Anura) rendjébe és a  csücskösásóbéka-félék (Megophryidae) családjába tartozó nem.

## Elterjedése
A nembe tartozó fajok Kelet- és Délkelet-Ázsia nagy területén terjedtek el Kína déli részétől és India északkeleti területeitől a Maláj-félszigetig és Borneóig.

## Rendszerezés
A nembe az alábbi fajok tartoznak:
- Leptolalax aereus Rowley, Stuart, Richards, Phimmachak & Sivongxay, 2010
- Leptolalax alpinus Fei, Ye & Li, 1990
- Leptolalax applebyi Rowley & Cao, 2009
- Leptolalax arayai Matsui, 1997
- Leptolalax ardens Rowley, Tran, Le, Dau, Peloso, Nguyen, Hoang, Nguyen, and Ziegler, 2016
- Leptolalax bidoupensis Rowley, Le, Tran & Hoang, 2011
- Leptolalax botsfordi Rowley, Dau & Nguyen, 2013
- Leptolalax bourreti Dubois, 1983
- Leptolalax croceus Rowley, Hoang, Le, Dau & Cao, 2010
- Leptolalax dringi Dubois, 1987
- Leptolalax eos Ohler, Wollenberg, Grosjean, Hendrix, Vences, Ziegler & Dubois, 2011
- Leptolalax firthi Rowley, Hoang, Dau, Le & Cao, 2012
- Leptolalax fritinniens Dehling & Matsui, 2013
- Leptolalax fuliginosus Matsui, 2006
- Leptolalax gracilis (Günther, 1872)
- Leptolalax hamidi Matsui, 1997
- Leptolalax heteropus (Boulenger, 1900)
- Leptolalax isos Rowley, Stuart, Neang, Hoang, Dau, Nguyen & Emmett, 2015
- Leptolalax kajangensis Grismer, Grismer & Youmans, 2004
- Leptolalax kalonensis Rowley, Tran, Le, Dau, Peloso, Nguyen, Hoang, Nguyen, and Ziegler, 2016
- Leptolalax kecil Matsui, Belabut, Ahmad & Yong, 2009
- Leptolalax khasiorum Das, Tron, Rangad & Hooroo, 2010
- Leptolalax lateralis (Anderson, 1871)
- Leptolalax laui Sung, Yang & Wang, 2014
- Leptolalax liui Fei & Ye, 1990
- Leptolalax maculosus Rowley, Tran, Le, Dau, Peloso, Nguyen, Hoang, Nguyen, and Ziegler, 2016
- Leptolalax marmoratus Matsui, Zainudin & Nishikawa, 2014
- Leptolalax maurus Inger, Lakim, Biun & Yambun, 1997
- Leptolalax melanoleucus Matsui, 2006
- Leptolalax melicus Rowley, Stuart, Neang & Emmett, 2010
- Leptolalax minimus (Taylor, 1962)
- Leptolalax nahangensis Lathrop, Murphy, Orlov & Ho, 1998
- Leptolalax nokrekensis (Mathew & Sen, 2010)
- Leptolalax nyx Ohler, Wollenberg, Grosjean, Hendrix, Vences, Ziegler & Dubois, 2011
- Leptolalax oshanensis (Liu, 1950)
- Leptolalax pallidus Rowley, Tran, Le, Dau, Peloso, Nguyen, Hoang, Nguyen, and Ziegler, 2016
- Leptolalax pelodytoides (Boulenger, 1893)
- Leptolalax pictus Malkmus, 1992
- Leptolalax platycephalus Dehling, 2012
- Leptolalax pluvialis Ohler, Marquis, Swan & Grosjean, 2000
- Leptolalax pyrrhops Poyarkov, Rowley, Gogoleva, Vassilieva, Galoyan & Orlov, 2015
- Leptolalax sabahmontanus Matsui, Nishikawa & Yambun, 2014
- Leptolalax solus Matsui, 2006
- Leptolalax sungi Lathrop, Murphy, Orlov & Ho, 1998
- Leptolalax tadungensis Rowley, Tran, Le, Dau, Peloso, Nguyen, Hoang, Nguyen, and Ziegler, 2016
- Leptolalax tamdil Sengupta, Sailo, Lalremsanga, Das & Das, 2010
- Leptolalax tuberosus Inger, Orlov & Darevsky, 1999
- Leptolalax ventripunctatus Fei, Ye & Li, 1990
- Leptolalax zhangyapingi Jiang, Yan, Suwannapoom, Chomdej & Che, 2013